# 鄭嵎
鄭嵎（?—?），字賓光。籍貫不詳。
開成年間，讀書於驪山下之石甕寺，曾游虢州，至驪山，暮宿旅店，聽店長述及唐玄宗時，華清宮的繁華壯麗，而感於今昔盛衰。次日，乃作長詩《津陽門詩》，凡一千四百字，且自注頗詳。管世铭称此诗“为三唐歌行中第一长幅，可与《连昌宫词》、《长恨歌》参观”。宣宗大中五年(851)進士及第。曾任扬州大都督府参军。《全唐詩》僅存詩一首，即《津陽門詩》。